# فرزین وجدانی
فرزین وجدانی استاد تاریخ دانشگاه ریرسون (ryerson) است. زمینه تخصصی او تاریخ‌نگاری، تاریخ ملی‌گرایی، تاریخ آموزش، فولکلوره، انقلاب، جرم و جنایت، تاریخ شهری و زندگی روزمره در خاورمیانه است.
تحقیق اصلی وجدانی بر تاریخ‌نگاری ملی‌گرایانه در ایران اواخر قرن نوزدهم و اوایل قرن بیستم میلادی تمرکز دارد. کتاب چاپ شده اخیرش با همکاری انتشارات دانشگاه استنفورد با نام «Making History in Iran: Education, Nationalism, and Print Culture » (ساختن تاریخ در ایران: آموزش، ملی‌گرایی و فرهنگ چاپ) است که در سال ۲۰۱۴ منتشر شده‌است. در سال ۲۰۱۶، او عنوان افتخاری از جایزه کتاب ایرانشناسی هوشنگ پورشریعتی دریافت کرد. در دیگر آثارش او پشت زمینه‌های فولکلوره، جنایت‌های روزانه شهری، شبکه‌های چاپ ایرانی و تاریخ‌های مرتبط امپراتوری عثمانی، هند و ایران را بررسی می‌کند. او همچنین هم-ویراستار کتاب «Iran Facing Others: Identity Boundaries in a Historical Perspective» (ایران با دیگران مواجه می‌شود: مرزهای هویت در چشم‌انداز تاریخی) بوده که در سال ۲۰۱۲ منتشر شده‌است. او درس‌هایی در زمینه تاریخ انجمن‌های مسلمانان، خاورمیانه مدرن، امپراطوری عثمانی، شهرهای خاورمیانه و شمال آفریقا را تدریس می‌کند.

## آثار
- Amanat, Abbas; Vejdani, Farzin (2012). "JALĀL-AL-DIN MIRZĀ". Encyclopædia Iranica (به انگلیسی).
- Vejdani, Farzin (2015). Making History in Iran: Education, Nationalism, and Print Culture (به انگلیسی). Stanford, California: Stanford University Press.
- Abbas Amanat and Farzin Vejdani, eds., Iran Facing Others: Identity Boundaries in A Historical Perspective, New York, 2012